# Gobelet en carton
Pour les articles homonymes, voir gobelet.

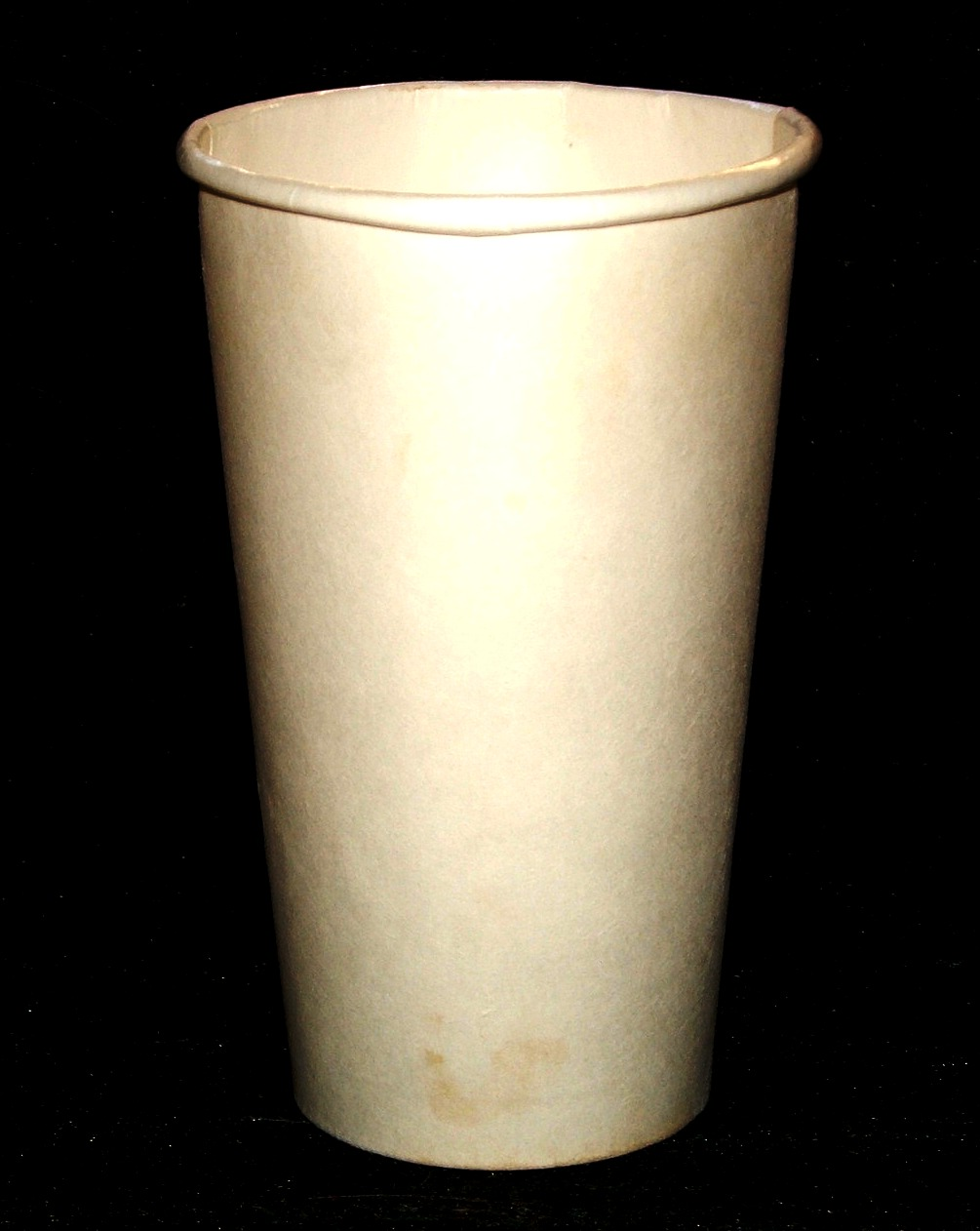
Gobelet en carton simple

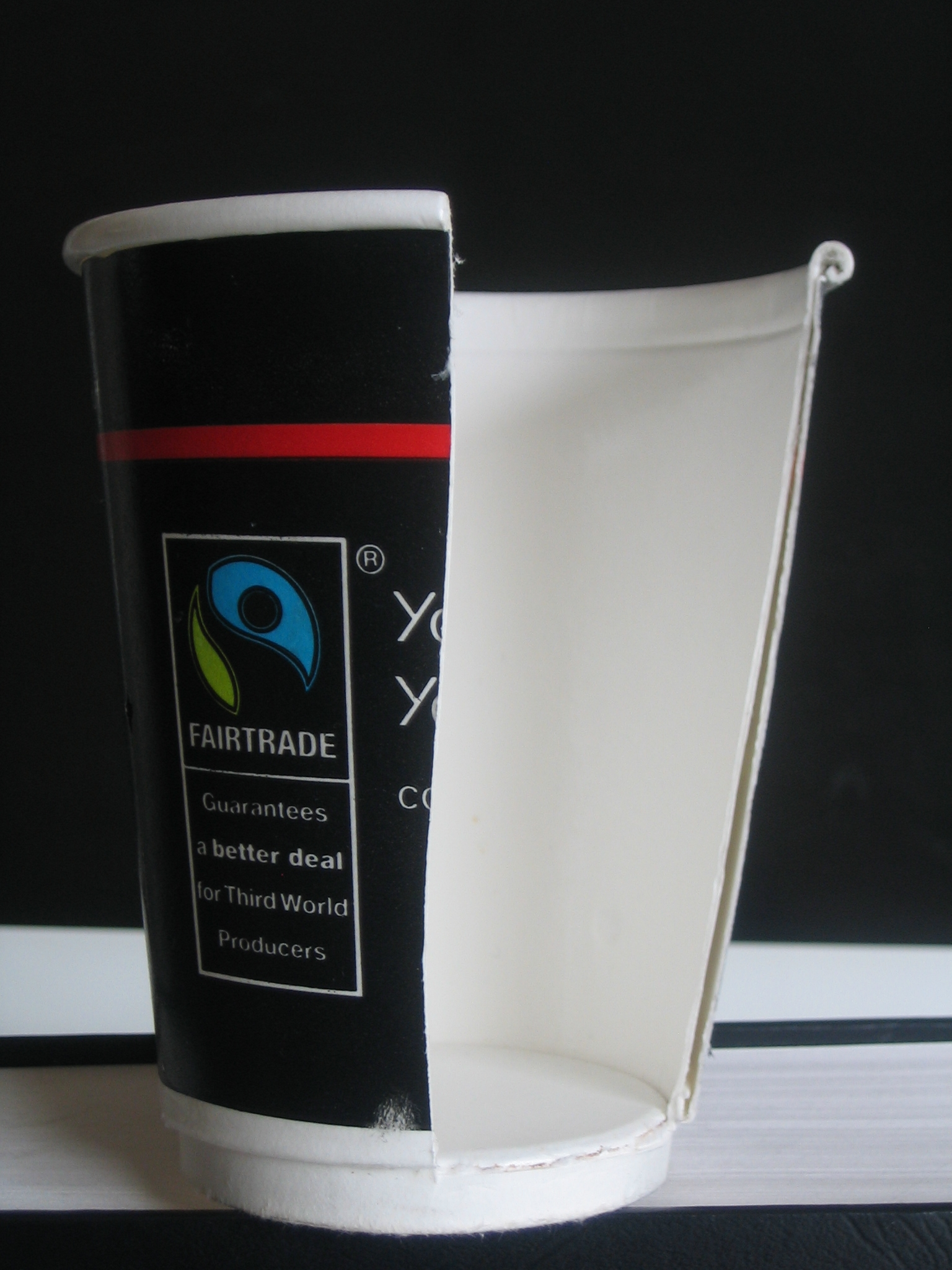
Gobelet en carton isolé, coupé pour montrer la couche d'air isolante

Un gobelet en carton est un récipient à boire jetable, de la taille d'un verre, fabriqué à partir de carton. La surface intérieure du gobelet est souvent recouverte d'une couche plastifiée ou cirée permettant de le rendre étanche.

## Histoire
Au début du XXe siècle, il était courant d'avoir des louches ou des tasses communes aux sources d'eau comme les robinets des écoles ou les barils d'eau dans les trains. Cette utilisation partagée suscite alors des préoccupations pour la santé publique. Une enquête remarquable dans leur utilisation a été l'étude par Alvin Davison, professeur de biologie au Lafayette College, publiée sous le titre « La mort dans les gobelets des écoles » en anglais : Death in School Drinking Cups dans le Technical World Magazine d'août 1908, basée sur une étude réalisée dans les écoles publiques d'Easton. L'article a été réimprimé et distribué par le Conseil d'État pour la Santé du Massachusetts en novembre 1909.
Sur la base de ces préoccupations et comme les articles en carton sont devenus bon marché et facilement disponibles, surtout après l'invention de 1908 de la tasse Dixie (en anglais : Dixie Cup), des interdictions locales ont été adoptées sur les tasses communes. Une des premières compagnies de chemin de fer à utiliser des gobelets en carton jetables est la Lackawanna Railroad, qui a commencé à les utiliser en 1909. En 1917, les tasses communes ont disparu de wagons, remplacées par des gobelets en carton, même dans les juridictions où les tasses communes n'avaient pas encore été bannies.
Les gobelets en carton sont également utilisés dans les hôpitaux pour des raisons de santé. En 1942, l'université d'État du Massachusetts montre dans une étude que le coût de l'utilisation de verres lavables, réutilisables après avoir été désinfectés, était de 1,6 fois le coût de l'utilisation de gobelets en carton jetables. Cette étude, ainsi que la réduction du risque d'infection nosocomiale, encourage l'utilisation de gobelets en carton dans les hôpitaux.

### Tasse Dixie
Dixie Cup est la marque commerciale pour une série de gobelets en carton jetables qui ont d'abord été développés aux États-Unis en 1907 par Laurent Luellen, un avocat de Boston dans le Massachusetts, qui était préoccupé par les germes propagés par des gens partageant les louches ou les tasses au fontaines d'eau potable. Luellen développe un distributeur d'eau réfrigéré avec des gobelets jetables et avec un autre Bostonais, Hugh Moore (en), lance une campagne publicitaire pour éduquer le public et commercialiser sa machine, principalement aux sociétés de chemin de fer. L'étude du professeur Davison joue un rôle dans l'abolition des tasses communes et ouvre la porte au gobelet en carton. Bientôt, les appareils qui distribuent de l'eau fraîche pour un cent, deviennent un équipement standard  dans les trains.
La tasse Dixie a d'abord été appelée Health Kup, mais à partir de 1919, elle a pris le nom d'une ligne de poupées fabriquées par la société d'Alfred Schindler Doll Dixie à New York. Le succès conduit la société, qui existait sous différents noms, à s'appeler Dixie Cup Corporation et à emménager dans une usine de Wilson (Pennsylvanie). Un grand réservoir d'eau de la forme d'une tasse surmontait l'usine.
Dixie fusionne avec l'American Can Company (en) en 1957. La James River Corporation rachète l'entreprise papetière en 1982. Les actifs de la rivière James font maintenant partie de Georgia-Pacific, filiale de Koch Industries, la deuxième plus grande société privée aux États-Unis. En 1983, la production fut transférée à une usine moderne à Forks  en Pennsylvanie. L'usine originelle de Wilson est inutilisée depuis. La fermeture de l'usine a également incité Conrail à abandonner sa succursale de Easton & Northern, dont Dixie Cups était le dernier client majeur.
Le logo Dixie Cup est créé en 1969 par Saul Bass, graphiste célèbre pour son travail dans le domaine cinématographique.
Au Canada, « dixie cup » est une expression argotique commune pour désigner les gobelets rouges en plastique (Solo Cup (en)) utilisés lors des fêtes et des jeux tels que bière-pong.

## Fabrication

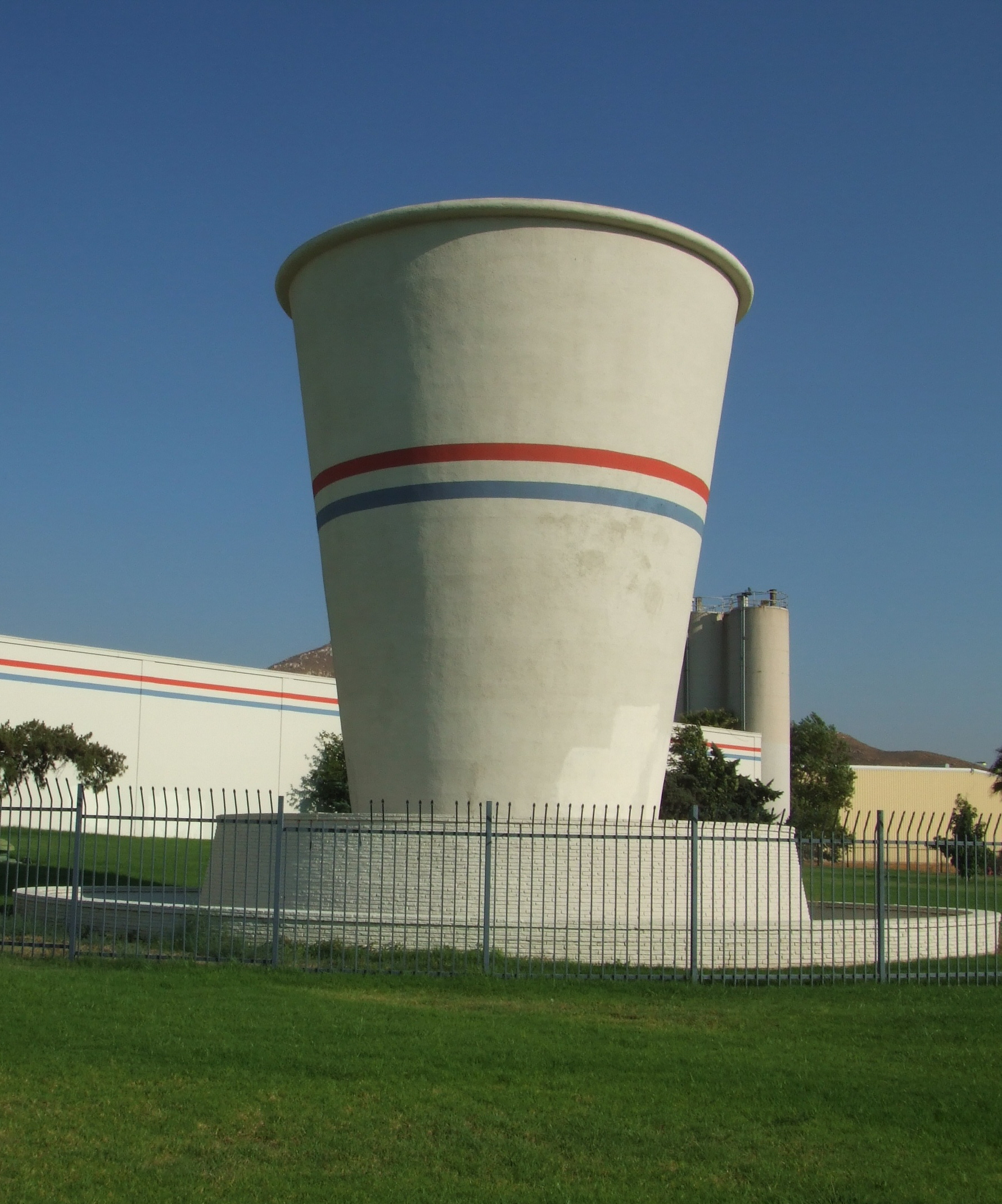
Le plus grand gobelet en « carton » au monde, devant ce qui était autrefois l'usine Lily-Tulip, maintenant Sweetheart Cup Company, à 800 Iowa Ave., Riverside, CA. Fait de béton, il mesure environ 20 m de haut.

Le matériau de base pour les gobelets en carton est fabriqué par des machines à papier multicouches spéciales et a un revêtement de protection pour l'étanchéité. Le carton doit avoir une rigidité élevée et une forte résistance à l'humidité. La fabrication de gobelets requiert des qualités spécifiques de carton. Le procédé de fabrication du bord du gobelet où l'on boit où le carton est enroulé sur lui-même nécessite de bonnes propriétés d'élongation du carton et du revêtement plastique. Cette partie du gobelet doit fournir une bonne rigidité et permettre une manipulation aisée. Les grammages des cartons à gobelets vont de 170  à   350 g/m2.
Pour répondre aux exigences d'hygiène, les gobelets en carton sont généralement fabriqués à partir de matériaux vierges (non recyclés). La seule exception à cette règle est lorsque le gobelet en carton comporte une couche supplémentaire d'isolation pour la rétention de chaleur, qui ne vient jamais en contact avec la boisson, par exemple une couche de carton ondulé enroulé autour d'un gobelet à paroi unique.

### Imperméabilisation
À l'origine, les gobelets en carton pour les boissons chaudes sont assemblés avec de la colle et rendus imperméables en faisant couler une petite quantité d'argile dans le fond du gobelet, puis en le faisant tourner à grande vitesse afin que l'argile se dépose sur la face verticale, ce qui rend le carton résistant à l'eau. Toutefois, en utilisant ce procédé, les boissons sentent et ont le goût de carton.
Les gobelets pour les boissons fraîches ne peuvent être traités de cette manière car de la condensation se forme à l'extérieur, qui est ensuite absorbée par le carton, ce qui rend le gobelet instable. Pour remédier à cela, les fabricants ont développé une technique de pulvérisation de cire à l'intérieur et à l'extérieur des gobelets.
Les gobelets recouverts d'argile disparaissent avec l'invention des gobelets revêtus de polyéthylène (PE), ce procédé recouvre la surface du carton avec une très fine couche de ce plastique, l'imperméabilisant et soudant les jointures ensemble.

### Impression sur les gobelets en carton
À l'origine les gobelets sont imprimées à l'aide des blocs de caoutchouc montés sur des cylindres, avec un cylindre différent pour chaque couleur. L'impression de différentes couleurs est alors très difficile, mais plus tard la flexographie permet des conceptions plus complexes. L'impression flexographique est devenue idéale pour les grandes productions et les fabricants utilisent généralement cette méthode lors de la fabrication de plus d'un million de gobelets. Des machines telles que celles fabriquées par Comexi (en) sont utilisés pour cela, elles sont adaptées pour utiliser les rouleaux extra-larges qui sont requis par les fabricants de gobelets en carton. La technologie de l'encre a également changé et les encres à base de solvants ont été remplacées par des encres à base d'eau. Un des problèmes liés aux encres à solvant, c'est que les tasses de boissons chaudes, en particulier, peuvent sentir le solvant, alors qu'on n'a pas ce problème avec des encres à base d'eau.
D'autres méthodes d'impression sont utilisées pour les tirages courts tels que l'offset, qui peut être utilisé pour des séries de 10 000  à   100 000 gobelets. Les encres d'impression offset se sont aussi améliorées et bien que par le passé elles étaient à base de solvant, les plus récentes encres à base de soja (en) ont réduit les risques d'odeurs. Le dernier développement est le DirectXprinting, qui permet d'imprimer sur de très petites quantités, généralement à partir de 1 000 tasses, et qui est utilisé par les entreprises proposant la fabrication de petites quantités dans des délais très courts, comme la société The Paper Cup Company (en). L'héliogravure peut également être utilisée, mais est extrêmement coûteuse et n'est en général utilisée que pour les articles nécessitant une impression de très haute qualité comme les récipients de crème glacée.

## Impact environnemental
La plupart des gobelets en carton sont conçus pour un usage unique et être éliminés une fois utilisés. Très peu de papier recyclé est utilisé pour fabriquer des gobelets en carton à cause des problèmes de contamination et des règlements sanitaires. Parce que la plupart des gobelets en carton sont recouverts de plastique, le compostage ou le recyclage sont rares. Bien que les gobelets en carton soient fabriqués à partir de ressources renouvelables (les copeaux de bois constituent 95 % du poids), ils risquent de ne pas se décomposer ou de produire du méthane si leur décomposition est anaérobie. La fabrication du carton nécessite habituellement des produits chimiques inorganiques et les crée des effluents dans l'eau. Les gobelets en carton peuvent consommer plus de ressources non renouvelables que les gobelets en mousse de polystyrène (dont le seul effluent important est le pentane),.
L'analyse du cycle de vie comparant les gobelets en carton et de ceux plastique montre les effets environnementaux des deux sans vainqueur clair.
Le polyéthylène (PE) est un revêtement à base de pétrole qui ralentit le processus de biodégradation.
L’acide polylactique (PLA) est un produit de revêtement biodégradable bio-plastique utilisé sur certains gobelets en carton. Le PLA est une ressource renouvelable et permet des gobelets en carton plus facilement compostables, alors que le PE n'est ni renouvelable, ni compostable. En fait, ni le PE ni le PLA ne sont complètement biodégradables et les gobelets en carton ne peuvent être recyclés que dans des installations spécialisées quel que soit leur revêtement.
Potentiellement, la production d'un gobelet en carton de 470 ml avec une anse correspond à la production de 110 g de CO2 et à la perte de 0,09 m2 d'habitat naturel.
Les gobelets en carton possèdent parfois un couvercle le plus souvent fait de plastique ainsi qu'une paille, elle aussi en plastique, ce qui ajoute aux problèmes de recyclage, de compostage et de tri des déchets.
Plus de 6,5 millions d'arbres ont été coupés pour faire 16 milliards de gobelets en carton utilisés rien que pour le café par les consommateurs des États-Unis en 2006, en utilisant 15 millions de m³ d'eau et en produisant 115 millions de kg de déchets. Dans l'ensemble, les Nord-Américains consomment 58 % de tous les gobelets en carton produits dans le monde, pour un total de 130 milliards de gobelets,.
Selon une étude de l'École polytechnique fédérale de Lausanne, les gobelets jetables utilisent quatre fois plus de ressources naturelles que les gobelets réutilisables. Pour les gobelets jetables, les ressources sont consommées pour leur grande majorité lors du processus de fabrication, le reste étant consommé en fin de vie. Pour les gobelets réutilisables qui ont une empreinte écologique beaucoup moins lourde, la quasi-totalité des ressources consommées sont consacrées au lavage. Le choix d'un gobelet réutilisable est donc plus écologique que le choix d'un gobelet jetable.

### Sources bibliographiques
- (en) France Beulah, « Uses for Paper Cups and Containers », The American Journal of Nursing, vol. 42, no 2,‎ février 1942, p. 154-156 (DOI 10.2307/3416163, JSTOR 3416163, lire en ligne).
- (en) « Dixie Cup Company History », Lafayette College Libraries, 1995 (consulté le 13 avril 2013).
- Guillaume Grandchamp et Luc Giger, « Analyse de cycle de vie, gobelets jetables, réutilisables, recyclables », École polytechnique fédérale de Lausanne, janvier 2009 (consulté le 13 avril 2013).
- (en) Chris T. Hendrickson, Lester B. Lave et H. Scott Matthews, Environmental Life Cycle Assessment of Goods and Services : An Input-Output Approach, Routledge, 2012, 272 p. (ISBN 1136525491 et 9781136525490, présentation en ligne, lire en ligne).
- (en) Martin B. Hocking, « Paper Versus Polystyrene: A Complex Choice », Science, vol. 251, no 4993,‎ 1er février 1991, p. 504-505 (lire en ligne).
- (en) Maryanne M. Mowen et Don R. Hansen, Management Accounting : The Cornerstone for Business Decisions, Thomson/South-Western, 2005, 716 p. (ISBN 0324187548 et 9780324187540, présentation en ligne).
- (en) Antti Savolainen, Paper and Paperboard Converting, vol. 12 de Papermaking science and technology, Tappi Press, 1998, 285 p. (ISBN 9525216128 et 978-9525216127, présentation en ligne).
- (en) John H. White, The American Railroad Passenger Car, vol. 2, JHU Press, 1985, 704 p. (ISBN 0801827477 et 9780801827471, présentation en ligne, lire en ligne).